# Florence, Kansas
Florence är en ort i Marion County i Kansas. Vid 2010 års folkräkning hade Florence 465 invånare.